# Arena Grand Paris
L'Arena Grand Paris est une salle de spectacle et omnisports située à Tremblay-en-France (Seine-Saint-Denis) inaugurée en septembre 2024.

## Histoire
D'abord nommé Colisée en phase projet, l'Arena Grand Paris est un projet de salle de spectacles et de compétitions sportives défendu par le maire de Tremblay-en-France François Asensi, initialement souhaité de 20 000 places mais ramené à 8 000 places, porté par l'EPT Paris Terres d'Envol d'un coût de 60 millions d'euros qui doit ouvrir début 2024.
Implanté au cœur du parc d'affaires Aerolians, le site de la salle est proche de la gare du Parc des Expositions du RER B et de la possible ligne 17, de la gare TGV de l'aéroport Paris-Charles-de-Gaulle et l'arrêt Parc-des-Expositions, cette enceinte culturelle et sportive de 19 000 m2 sera composée de deux espaces : une grande salle de 7 000 places, pour les représentations culturelles et artistiques, et une salle dite « sportive » de  2 000 places, qui pourrait notamment accueillir les entraînements du club de Tremblay Handball,,. Maître d'œuvre, le groupe Legendre annonce un recours à des matériaux durables : charpente en bois et isolants biosourcés ; gros œuvre constitué de briques en terre crue produites à Sevran à partir des terres excavées lors des chantiers du Grand Paris Express.
La salle de spectacles de l'Arena doit être inaugurée le 28 septembre par un spectacle de Gad Elmaleh. Le gestionnaire du lieu, le groupe S-PASS TSE, privilégie une programmation axée sur la chanson française pour un public venant surtout de la grande couronne ou de la Picardie quand l'Adidas Arena est plus orientée sur le hip-hop et un public parisien. Outre les rencontres du Tremblay Handball, la salle omnisports de 2 000 places est prévu pour accueillir un événement de MMA et les championnats de France de badminton